# Prva HNL
Prima Ligă Fotbalistică a Croației (Croată:Prva hrvatska nogometna liga, Prva HNL sau 1.HNL) este cea mai importantă ligă din sistemul fotbalistic croat. Liga a fost fondată în anul 1991, după destrămarea Iugoslaviei și odată cu fondarea federației de fotbal locale.
Sub organizarea actuală, campionatul a avut prima ediție în 1992. Mai multe campionate croate cu drepturi depline au existat deja în trecut, în special în timpul Regatului Croației-Slavoniei, cu puțin timp înainte de Primul Război Mondial sau în perioada Statului Independent al Croației în mijlocul celui de-al Doilea Război Mondial. La scurt timp după obținerea independenței în 1991 a fost organizat și un turneu neoficial numit „Croația liberă” .
Dinamo Zagreb este cel mai de succes club din campionat cu douăzeci și cinci de titluri câștigate. Este urmat de Hajduk Split care a câștigat șase campionate. NK Zagreb (2002) și HNK Rijeka (2017) sunt singurele alte două echipe care au câștigat campionatul croat.
Câștigătoarea campionatului se califică în turul doi preliminar al Ligii Campionilor UEFA, în timp ce ocupantele locurilor doi și trei se califică în Conference League iar câștigătoarea Cupei Croației merge în Europa League.
Sponsorul principal al ligii este T-Hrvatski Telekom, deținută de firma germană de telecomunicații Deutsche Telekom.

## Campioni
Cheie
| 0†0 | Campionii Ligii au câștigat, de asemenea, Cupa Croației, au finalizat Dubla                             |
| 0+0 | Jucătorul a primit premiu în fața lui Mijo Caktaš și Mirko Marić pe baza celor mai puține minute de joc |

| Sezon     | Campioni (titluri)   | Vicecampioni   | Locul 3              | Golgheter                               | Golgheter | Golgheter |
| Sezon     | Campioni (titluri)   | Vicecampioni   | Locul 3              | Jucători (Club)                         | Nat.      | Goluri    |
| --------- | -------------------- | -------------- | -------------------- | --------------------------------------- | --------- | --------- |
| 1992      | Hajduk Split (1)     | NK Zagreb      | Osijek               | Ardian Kozniku (Hajduk Split)           | CRO       | 12        |
| 1992–93   | Croatia Zagreb (1)   | Hajduk Split   | NK Zagreb            | Goran Vlaović (Croatia Zagreb)          | CRO       | 23        |
| 1993–94   | Hajduk Split (2)     | NK Zagreb      | Croatia Zagreba      | Goran Vlaović (Croatia Zagreb)          | CRO       | 29        |
| 1994–95   | Hajduk Split (3) †   | Croatia Zagreb | Osijek               | Robert Špehar (Osijek)                  | CRO       | 23        |
| 1995–96   | Croatia Zagreb (2) † | Hajduk Split   | Varteks              | Igor Cvitanović (Croatia Zagreb)        | CRO       | 19        |
| 1996–97   | Croatia Zagreb (3) † | Hajduk Split   | Hrvatski Dragovoljac | Igor Cvitanović (Croatia Zagreb)        | CRO       | 20        |
| 1997–98   | Croatia Zagreb (4) † | Hajduk Split   | Osijek               | Mate Baturina (NK Zagreb)               | CRO       | 18        |
| 1998–99   | Croatia Zagreb (5)   | Rijeka         | Hajduk Split         | Joško Popović (Šibenik)                 | CRO       | 21        |
| 1999–2000 | Dinamo Zagreb (6)    | Hajduk Split   | Osijek               | Tomo Šokota (Dinamo Zagreb)             | CRO       | 21        |
| 2000–01   | Hajduk Split (4)     | Dinamo Zagreb  | Osijek               | Tomo Šokota (Dinamo Zagreb)             | CRO       | 20        |
| 2001–02   | NK Zagreb (1)        | Hajduk Split   | Dinamo Zagreb        | Ivica Olić (NK Zagreb)                  | CRO       | 21        |
| 2002–03   | Dinamo Zagreb (7)    | Hajduk Split   | Varteks              | Ivica Olić (Dinamo Zagreb)              | CRO       | 16        |
| 2003–04   | Hajduk Split (5)     | Dinamo Zagreb  | Rijeka               | Robert Špehar (Osijek)                  | CRO       | 18        |
| 2004–05   | Hajduk Split (6)     | Inter Zaprešić | NK Zagreb            | Tomislav Erceg (Rijeka)                 | CRO       | 17        |
| 2005–06   | Dinamo Zagreb (8)    | Rijeka         | Varteks              | Ivan Bošnjak (Dinamo Zagreb)            | CRO       | 22        |
| 2006–07   | Dinamo Zagreb (9) †  | Hajduk Split   | NK Zagreb            | Eduardo (Dinamo Zagreb)                 | CRO       | 34        |
| 2007–08   | Dinamo Zagreb (10) † | Slaven Belupo  | Osijek               | Želimir Terkeš (Zadar)                  | BIH       | 21        |
| 2008–09   | Dinamo Zagreb (11) † | Hajduk Split   | Rijeka               | Mario Mandžukić (Dinamo Zagreb)         | CRO       | 16        |
| 2009–10   | Dinamo Zagreb (12)   | Hajduk Split   | Cibalia              | Davor Vugrinec (NK Zagreb)              | CRO       | 18        |
| 2010–11   | Dinamo Zagreb (13) † | Hajduk Split   | RNK Split            | Ivan Krstanović (NK Zagreb)             | BIH       | 19        |
| 2011–12   | Dinamo Zagreb (14) † | Hajduk Split   | Slaven Belupob       | Fatos Bećiraj (Dinamo Zagreb)           | MNE       | 15        |
| 2012–13   | Dinamo Zagreb (15)   | Lokomotiva     | Rijeka               | Leon Benko (Rijeka)                     | CRO       | 19        |
| 2013–14   | Dinamo Zagreb (16)   | Rijeka         | Hajduk Split         | Duje Čop (Dinamo Zagreb)                | CRO       | 22        |
| 2014–15   | Dinamo Zagreb (17) † | Rijeka         | Hajduk Split         | Andrej Kramarić (Rijeka)                | CRO       | 21        |
| 2015–16   | Dinamo Zagreb (18) † | Rijeka         | Hajduk Split         | Ilija Nestorovski (Inter Zaprešić)      | MKD       | 25        |
| 2016–17   | Rijeka (1) †         | Dinamo Zagreb  | Hajduk Split         | Márkó Futács (Hajduk Split)             | HUN       | 18        |
| 2017–18   | Dinamo Zagreb (19) † | Rijeka         | Hajduk Split         | El Arabi Hillel Soudani (Dinamo Zagreb) | ALG       | 17        |
| 2018–19   | Dinamo Zagreb (20)   | Rijeka         | Osijek               | Mijo Caktaš (Hajduk Split)              | CRO       | 19        |
| 2019–20   | Dinamo Zagreb (21)   | Lokomotiva     | Rijeka               | Antonio Čolak + (Rijeka)                | CRO       | 20        |
| 2020–21   | Dinamo Zagreb (22) † | Osijek         | Rijeka               | Ramón Miérez (Osijek)                   | ARG       | 22        |
| 2021–22   | Dinamo Zagreb (23)   | Hajduk Split   | Osijek               | Marko Livaja (Hajduk Split)             | CRO       | 28        |
| 2022–23   | Dinamo Zagreb (24)   | Hajduk Split   | Osijek               | Marko Livaja (Hajduk Split)             | CRO       | 19        |
| 2023–24   | Dinamo Zagreb (25) † | Rijeka         | Hajduk Split         | Ramón Miérez (Osijek)                   | ARG       | 19        |
| 2024–25   | Rijeka (2) †         | Dinamo Zagreb  | Hajduk Split         | Marko Livaja (Hajduk Split)             | CRO       | 19        |

Note despre schimbările de nume:
a Dinamo Zagreb și-a schimbat numele în „HAŠK Građanski” în iunie 1991 și apoi din nou în februarie 1993 în „Croația Zagreb”. Ei au câștigat cinci titluri de ligă și au participat la fazele grupelor UEFA Champions League 1998–99 și 1999–2000, purtând acest nume, înainte de a reveni la mijlocul sezonului „Dinamo Zagreb” în februarie 2000.
b Koprivnica Slaven Belupo a fost cunoscut anterior drept „Slaven” până în 1992. Apoi au fost cunoscuți ca „Slaven Bilokalnik” din 1992 până în 1994, înainte de a-și adopta numele actual în 1994 din motive de sponsorizare, după o companie farmaceutică cu sediul în Koprivnica. Deoarece UEFA nu recunoaște numele cluburilor sponsorizate, clubul este listat ca „Slaven Koprivnica” în competițiile europene și pe site-ul oficial al UEFA.

## Număr de titluri câștigate
Titluri câștigate de club (%)
     Dinamo Zagreb – 25 (73,5%)
     Hajduk Split – 6 (17,6%)
     Rijeka – 2 (5,9%)
     Zagreb – 1 (2,9%)
| Club                 | Campioni | Vicecampioni | Locul 3 | Ultimul cel mai bun loc |
| -------------------- | -------- | ------------ | ------- | ----------------------- |
| Dinamo Zagreb*       | 25       | 5            | 2       | Campioni 2023–24        |
| Hajduk Split*        | 6        | 14           | 8       | Campioni 2004–05        |
| Rijeka               | 2        | 8            | 5       | Campioni 2024–25        |
| NK Zagreb            | 1        | 2            | 3       | Campioni 2001–02        |
| Lokomotiva           | —        | 2            | —       | Vicecampioni 2019–20    |
| Osijek               | —        | 1            | 9       | Vicecampioni 2020–21    |
| Slaven Belupo        | —        | 1            | 1       | Vicecampioni 2007–08    |
| Inter Zaprešić       | —        | 1            | —       | Vicecampioni 2004–05    |
| Varteks              | —        | —            | 3       | Locul 3 2005–06         |
| Cibalia              | —        | —            | 1       | Locul 3 2009–10         |
| Hrvatski Dragovoljac | —        | —            | 1       | Locul 3 1996–97         |
| RNK Split            | —        | —            | 1       | Locul 3 2010–11         |

* Dinamo Zagreb și Hajduk Split a câștigat și patru Ligi Iugoslave fiecare.

## Performanțe pe orașe
| Orașul | Titluri | Cluburi              |
| ------ | ------- | -------------------- |
| Zagreb | 26      | Dinamo (25), NK (1), |
| Split  | 6       | Hajduk (6)           |
| Rijeka | 2       | HNK (2)              |

## Vezi și
- Cupa Croației
- Supercupa Croației